# 헨리 툴 클라크
헨리 툴 클라크(Henry Toole Clark, 1808년 2월 7일 ~ 1874년 4월 14일)는 미국의 정치인이며, 제36대 노스캐롤라이나주 주지사를 역임했다.

## 학력
- 노스캐롤라이나 대학교 채플힐

## 경력
- 1850.11 ~ 1856.11 제68·69·70대 미국 노스캐롤라이나주 제10구 상원의원
- 1854.11 ~ 1856.11 노스캐롤라이나주 상원의장
- 1861.07 ~ 1862.09 제36대 노스캐롤라이나주 주지사

## 역대 선거 결과
| 선거명      | 직책명                           | 대수 | 정당   | 득표율   | 득표수 | 결과 | 당락                       |
| ----------- | -------------------------------- | ---- | ------ | -------- | ------ | ---- | -------------------------- |
| 1850년 선거 | 상원의원 (노스캐롤라이나 제10부) | 68대 | 민주당 | 단독후보 | 무투표 | 1위  | 노스캐롤라이나 주의원 당선 |
| 1852년 선거 | 상원의원 (노스캐롤라이나 제10부) | 69대 | 민주당 | 단독후보 | 무투표 | 1위  | 노스캐롤라이나 주의원 당선 |
| 1854년 선거 | 상원의원 (노스캐롤라이나 제10부) | 70대 | 민주당 | 100.00%  | 546표  | 1위  | 노스캐롤라이나 주의원 당선 |